# Ярославець (Тверська область)
Ярославець (рос. Ярославец) — присілок в Кімрському районі Тверської області Російської Федерації.
Населення становить 14 осіб. Входить до складу муніципального утворення Печетовське сільське поселення.

## Історія
Від 2005 року входить до складу муніципального утворення Печетовське сільське поселення.

## Населення
1. Н/Д[2]